# Oracle Collaboration Suite
Oracle Collaboration Suiteは、米Oracle社が開発したグループウェアである。

## 概要
File sharingは他のWindowsサーバと同じようにファイル共有ができ、OracleMailではOutlookをクライアントとしてメールを運用することができる。内部では Oracle Database とOracle Application Serverが利用されている。また、Oracleの他製品と連携して使うことも可能である。